# Dicranomyia (Idioglochina) vilae
Dicranomyia (Idioglochina) vilae is een tweevleugelige uit de familie steltmuggen (Limoniidae). De soort komt voor in het Australaziatisch gebied.